# Tay Rail Bridge
Den første Tay Bridge over fjorden Tay ved Dundee i Skotland var en kassebro med en enkeltsporet jernbane. Broen blev færdiggjort den 31. maj 1878.
Broens gennemsejlingsfag styrtede sammen en stormfuld morgen 28. december 1879. Ved sammenstyrtningen forsvandt også et tog med seks personvogne – 75 passagerer og togets personale (i alt ca. 80 personer) omkom.
Den anden Tay Rail Bridge blev færdig i 1887 og er stadig i brug.

## Link
- Tay Bridge and associated lines (North British Railway) Arkiveret 19. oktober 2003 hos  Wayback Machine

56°26′20″N 2°59′19″V / 56.43889°N 2.98858°V